# Кастильоне, Джованни (кардинал)
Джованни Кастильоне (итал. Giovanni Castiglione; 31 января 1742, Искья-Кастро, Папская область — 9 января 1815, Озимо, Папская область) — итальянский куриальный кардинал. Секретарь Священной Конгрегации доброго управления с 29 января 1787 по 17 января 1803. Епископ Озимо и Чинголи с 11 января 1808 по 9 января 1815. Кардинал in pectore с 23 февраля 1801 по 17 января 1803. Кардинал-дьякон с 17 января 1803, с титулярной диаконией Санта-Мария-ин-Домника с 28 марта 1803 по 9 января 1815.